# Ana Jovanović
Ana Jovanović (in serbo Ана Јовановић?; Belgrado, 28 dicembre 1984) è un'ex tennista serba.
Era allenata da Nikola Pilić.
Durante la sua carriera ha vinto dieci titoli ITF (di cui nove nel singolare e uno nel doppio), ma nessuno WTA.
Ha fatto parte della squadra serba di Fed Cup con nove match giocati (di cui tre vittorie e sei sconfitte).